# Comté de Berkshire
Pour les articles homonymes, voir Berkshire (homonymie).
Le comté de Berkshire est un comté de l'État du Massachusetts, aux États-Unis. Au recensement de 2000, il comptait 134 953 habitants. Son chef-lieu est Pittsfield.